# باتريك مور (لاعب غولف)
باتريك مور (بالإنجليزية: Patrick Moore)‏ هو لاعب غولف أمريكي، ولد في 28 أبريل 1970 في أوستين في الولايات المتحدة.

## وصلات خارجية
- باتريك مور على موقع رابطة لاعبي الغولف المحترفين (الإنجليزية)